# 黄紫云
黄紫云（1972年5月—），籍贯广东南海，出生于广州。中国油画家。

## 生平
1993年7月广州大学艺术系毕业，1998年7月中山大学文化人类学系在职研究生结业。其作品曾多次被媒体报道。其中油画《友谊之花》在2010年印度尼西亚65周年国庆作为国礼被总统收藏、油画《荷塘趣鸟》在2013年被中共中央直属机关书画协会收藏。

## 参展经历
- 2007年11月             香港大会堂“绿色田野书画展”
- 2008年11月—2009年1月 广州树华画室个人油画展
- 2010年7月              广州“山风酒旗，花雨沾衣”个人画展
- 2010年10月             花都颐和山庄个人油画展
- 2010年12月             第15届广州国际艺术博览会
- 2011年6月              广州市青年美术家协会 “庆祝建党90周年广州青年美术作品展”
- 2011年10月             第16届广州国际艺术博览会
- 2012年2月              美国Artists Wanted : A Year In Review 全球网络优秀画家展
- 2012年3月              亚太地区美术产业博览会2012中国区广州五号停机坪艺术节——“李正天、周波、黄紫云三人画展”
- 2012年3月              美国AGORA GALLERY 画廊“2012切尔西国际美术大赛展”
- 2012年5月              第二届广州艺术品交易博览会
- 2013年8月              入选中共中央直属机关书画展举办的“喜迎国庆64周年书画展”

## 外部參考
- 黄紫云的个人网站